# Port Dickinson
Port Dickinson és una població dels Estats Units a l'estat de Nova York. Segons el cens del 2000 tenia 1.697 habitants.

## Demografia
Segons el cens del 2000, Port Dickinson tenia 1.697 habitants, 734 habitatges, i 438 famílies. La densitat de població era de 1.040 habitants per km².
Dels 734 habitatges en un 32% hi vivien nens de menys de 18 anys, en un 42,8% hi vivien parelles casades, en un 14,4% dones solteres, i en un 40,2% no eren unitats familiars. En el 34,3% dels habitatges hi vivien persones soles el 15,5% de les quals corresponia a persones de 65 anys o més que vivien soles. El nombre mitjà de persones vivint en cada habitatge era de 2,31 i el nombre mitjà de persones que vivien en cada família era de 3.
Per edats la població es repartia de la següent manera: un 26,5% tenia menys de 18 anys, un 7,3% entre 18 i 24, un 27,9% entre 25 i 44, un 22,3% de 45 a 60 i un 16% 65 anys o més.
L'edat mediana era de 38 anys. Per cada 100 dones de 18 o més anys hi havia 76,9 homes.
La renda mediana per habitatge era de 38.393 $ i la renda mediana per família de 44.779 $. Els homes tenien una renda mediana de 35.870 $ mentre que les dones 25.726 $. La renda per capita de la població era de 19.667 $. Entorn del 3,4% de les famílies i el 5,7% de la població estaven per davall del llindar de pobresa.